# Hana Pírková
Hana Pírková (° 25 juni 1894 - 2 december 1944) was een Tsjechisch operazangeres. Zij werkte onder andere in Osijek (Slavonië) en in het Sloveense Ljubljana. Tussen 1918 en ongeveer 1924 had zij een stormachtige relatie met de Sloveense schrijver en dichter Igo Gruden uit Nabrežina nabij Triëst.
Pírková was onder meer de lerares van Libuše Domaninska (°1924).
- International Standard Name Identifier: 0000 0000 5836 1846
- Nationale Bibliotheek van Tsjechië: ola200204793
- Virtual International Authority File: 84924564